# Symfonie nr. 1 (Holmboe)
Vagn Holmboe voltooide zijn Symfonie nr. 1 in 1935.
Holmboe vond dat er eigenlijk geen goede symfonie meer geschreven kon worden na de genrewerken van Carl Nielsen. Zelf hield hij zich daar niet aan; hij zou er veertien componeren. Deze Symfonie nr. 1 is de eerste in de genummerde reeks; maar hij had al drie aanzetten tot een symfonie op papier staan voordat deze als eerste op de lessenaars van een orkest belandde. Het opusnummer 4 is ook misleidend; het is Holmboes 85e werk (of poging daartoe) in de catalogus van Paul Rapoport.
De start van Holmboes oeuvre begon met werken die qua bezetting doorgaan als kamermuziek. Ook deze eerste genummerde symfonie heeft een kamerorkestbezetting. Het is een driedelig werk in de opzet snel-langzaam-snel:
1. Allegro
2. Andante
3. Allegro energico

De eerste uitvoering vond plaats op 21 februari 1938; Thomas Jensen leidde toen het in 1935 vormgegeven Aarhus Byorkester, dat ook niet meer was dan een kamerorkest.  In 1993 legde hetzelfde orkest het werk vast onder leiding van Owain Arwel Hughes. Bijzonder is dat Holmboe ook een voorbeeld aangaf, hoe de diverse orkestgroepen zouden moet zitten. De stijl wijst naar het neoclassicisme.
Orkestratie:
- 1 dwarsfluit, 1 hobo, 1 klarinet, 1 fagot (eerste rij)
- 1 hoorn, 1 trompet, 1 trombone (tweede rij)
- violen (derde rij)
- altviolen, celli, contrabassen (vierde rij)
- pauken, percussie (vijfde rij)

Symfonie nr. 1 · nr. 2 · nr. 3 · nr. 4 · nr. 5 · nr. 6 · nr. 7 · nr. 8 · Sinfonia in memoriam · nr. 9 · nr. 10 · nr. 11 · nr. 12 · nr. 13 ·